# HMS Fearless (1912)
A HMS Fearless a Brit Királyi Haditengerészet egyik Active-osztályú felderítőcirkálója volt. A cirkáló építését 1912. június 12-én kezdték, a Pembroke Dockyard hajógyárban.
Hadrendbe állításakor, a cirkálót és testvérhajóit a Harwich Force-hoz helyezték. A Harwich Force 1. romboló rajának zászlóshajója a Fearless lett. 1914. augusztus 28-án a brit cirkáló vezetésével indult a Helgolandi csatába a hajóraj, csakúgy, mint az 1916. május 31. és június 1. közt zajló jütlandi csatába. 1916 későbbi részében a hajót kinevezték a Nagy Flotta 12. tengeralattjáró rajának vezérhajójává. Ebben a rajban szolgált a később szerencsétlenül járt K osztályú tengeralattjárók egy része is. 1918. január 31-én a Fearless is jelen volt az ironikusan csak May Island-i csatának nevezett incidensnél. A Brit Királyi Haditengerészet számos hadihajója, köztük a Fearless és az általa vezetett tengeralattjáró raj, éppen Rosyth felé tartott, hogy részt vegyenek egy hadgyakorlaton. A ködös éjjel miatt a hajók nem tudták pontosan egymás pozícióját, illetve számos műszaki hiba is történt, aminek következtében számos hajó egymásnak ütközött. A Fearless ekkor ütközött össze a K17 tengeralattjáróval. A hajónak ekkor meg kellett állnia, ami miatt a többi tengeralattjárónak ki kellett kerülnie az álló egységet. Az irányt változtató tengeralattjárók közül sokan a mellettük haladó hajóknak ütköztek. Egy óra leforgása alatt két tengeralattjáró elsüllyedt valamint négy megrongálódott. Ezen felül még a Fearless is súlyosan megsérült. Az incidensben több mint száz tengerész vesztette életét.
A Fearlesst sikerült megjavítani, és túl is élte a háborút, de azt követően már elavultnak találták a hajót, ezért 1921. november 8-án eladták szétbontásra. A hajót Németországban bontották szét.